# Myrioblephara miscellanea
Myrioblephara miscellanea là một loài bướm đêm trong họ Geometridae.